# 圣巴斯弟盎教堂 (威尼斯)
圣巴斯弟盎堂（義大利語：Chiesa di San Sebastiano）是意大利威尼斯一座16世纪罗马天主教教堂，位于多尔索杜罗区，圣巴西利奥河（Rio di San Basilio）畔的圣塞巴斯弟盎小广场，靠近朱代卡水道。
圣巴斯弟盎堂以保罗·委罗内塞的众多画作著称，此外还收藏有丁托列托和提香的名画。
圣巴斯弟盎堂是威尼斯的五个还愿教堂之一，兴建于黑死病袭击该市之后。 供奉的圣人圣塞巴斯弟盎是与黑死病有关。

## 历史
圣巴斯弟盎堂的所在地原是一个热罗尼莫会神父于1393年建立的养老院，附近有一座小圣堂，建于1396年，供奉万福玛丽亚。后来扩建，在1468年，这里被改为教堂，供奉殉教者圣巴斯弟盎，这位圣人在欧洲被视为抵御黑死病和瘟疫的主保圣人。因此这座教堂被视为威尼斯的黑死病教堂之一，用来平息天主的惩罚。
自1506年开始，由建筑师Antonio Abbondi监督，进行了许多的调整和扩建，这座教堂形成目前的外观。1548年扩建完成，这座教堂终于在1562年祝圣。它只有一个中央走道，平面为拉丁十字。它有一个中庭，其上是一个凸起的唱经楼，最后的高潮是一个小穹顶下面的聖所 这座教堂的建筑风格为文艺复兴。1867年进行了一项修复工程。

## 外观
圣巴斯弟盎堂的立面很普通，在三角墙的顶部，是被箭所伤的圣巴斯弟盎像。靠近门口的是圣巴斯弟盎和圣热罗尼莫的小人像，这两位圣人与这座教堂的关系最为密切。

## 室内

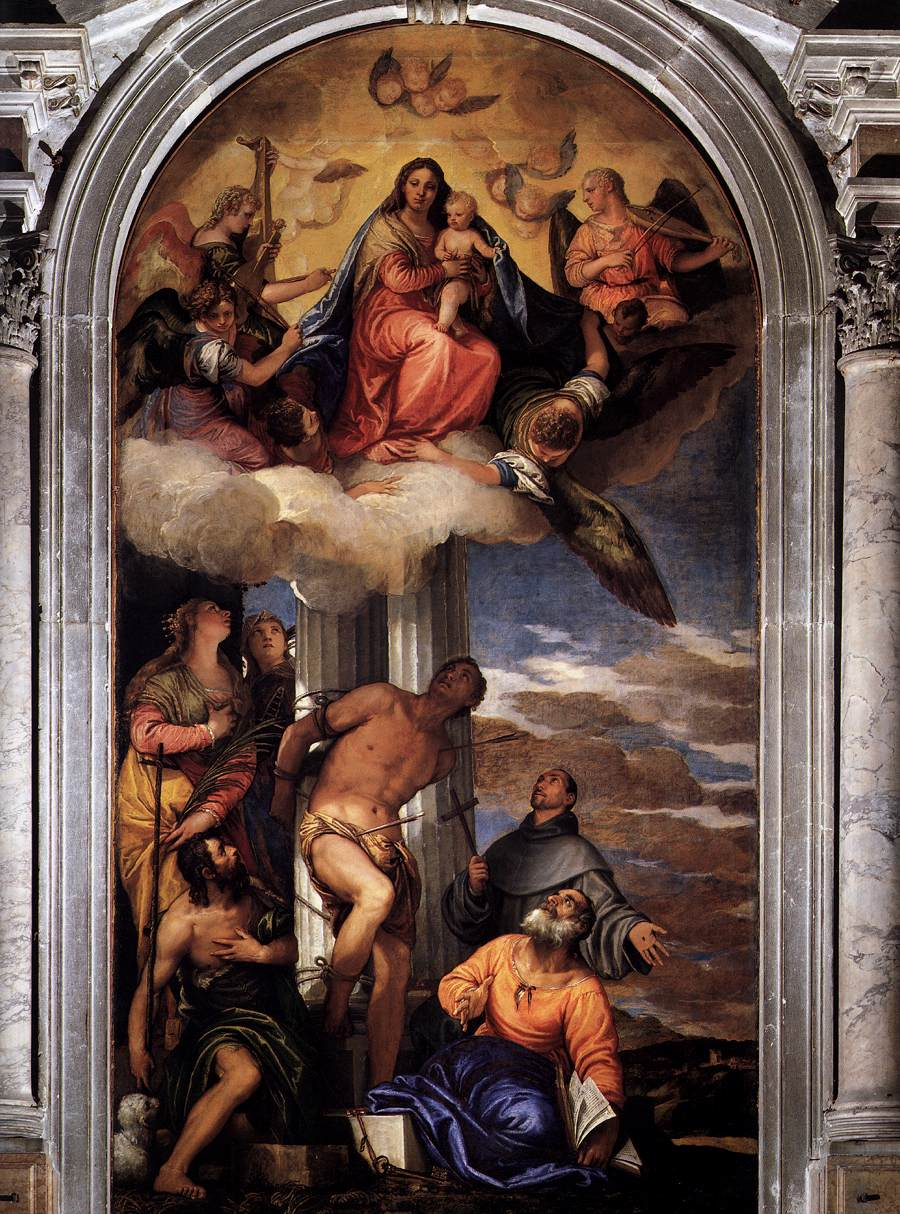
圣母子与圣徒，1564-65，保罗·委罗内塞

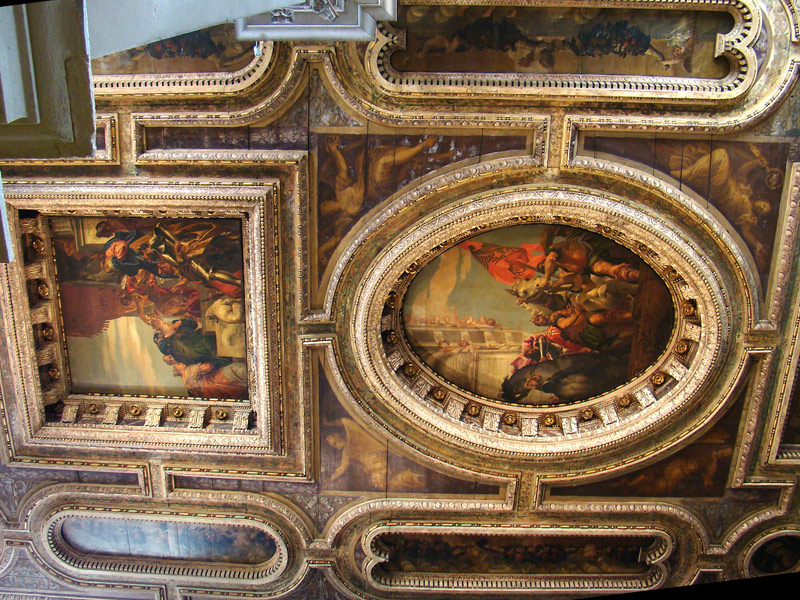
天花板，保罗·委罗内塞

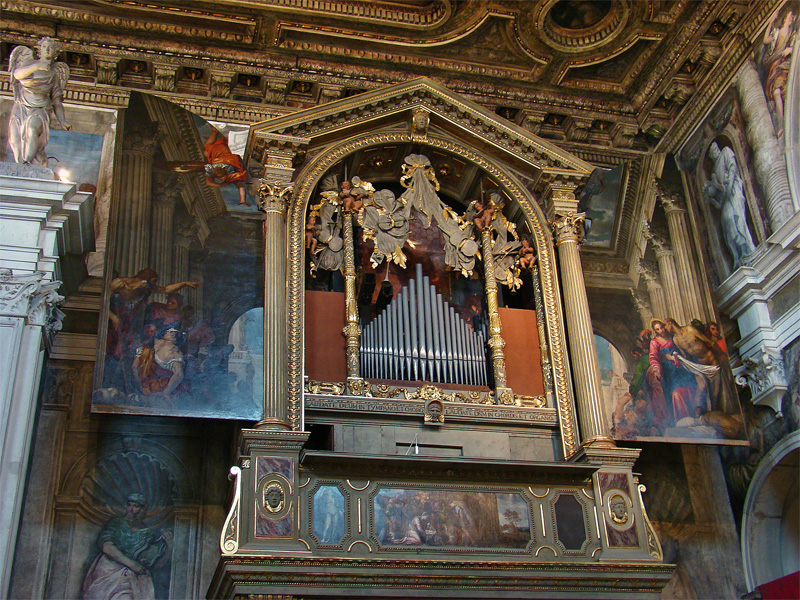
风琴装饰，保罗·委罗内塞

在1555年到1570年之间，维罗纳出生的画家保罗·委罗内塞，分三个阶段，装饰圣塞巴斯弟盎教堂内部的各个部分，包括中央走道和祭台墙壁的绘画、天顶画和壁画。委罗内塞还装饰了一部分祭衣间和咏经席，并完成了管风琴装饰和一幅大型祭台壁饰。
中央走道的天花板包含三件作品，描绘《以斯帖记》中的内容，由委罗内塞完成于1556年。咏经席后面的绘画描绘了圣塞巴斯弟盎的生平事件。管风琴上也有三幅画：《耶穌上聖殿》、《洁净圣殿》和《耶稣诞生》。委罗内塞还在小穹顶上画了《圣母圣天》，但已经毁于18世纪。
正祭台后面的绘画是委罗内塞在这座教堂完成的最后作品，描绘了荣耀圣母和圣塞巴斯弟盎以及其他圣人在一起的场景，于1570年完成。这幅画封闭在一个画家自己设计的多种颜色的大理石框架内，是一位威尼斯贵妇人Lise Querini在1559年委托他完成。这幅画由委罗内塞立意和执行，恰逢天特会议末期于1564年发表了一系列決議，谴责新教的反传统，并重新强调圣像的激励作用（即通过殉道场面）。
委罗内塞在这座教堂工作了数十年，1588年去世，并埋葬于此。他的墓位于圣所左侧。 
这座教堂中的其他著名作品包括提香的《圣尼古拉》（1563年），以及帕里斯·波登（Paris Bordone），雅各布·桑索维诺（Jacopo Sansovino），帕爾瑪·喬凡尼（Palma Giovane）和亚历山德罗·维多利亚（Alessandro Vittoria）的作品。在祭衣间有丁托列托和博尼法西奥朱德（Bonifacio de' Pitati）的作品。
| 委罗内塞在圣巴斯弟盎堂的画作 | 委罗内塞在圣巴斯弟盎堂的画作 | 委罗内塞在圣巴斯弟盎堂的画作 | 委罗内塞在圣巴斯弟盎堂的画作 | 委罗内塞在圣巴斯弟盎堂的画作 |
| ---------------------------- | ---------------------------- | ---------------------------- | ---------------------------- | ---------------------------- |
|                              |                              |                              |                              |                              |
| 圣母子与圣徒                 | 末底改的胜利                 | 瓦实提受罚                   | 圣巴斯弟盎殉道               | 圣巴斯弟盎射箭               |
|                              |                              |                              |                              |                              |
| 圣母领报(1558)               | 圣老楞佐殉道(c. 1565)        | 圣巴斯弟盎殉道(1558)         | 圣马尔谷殉道(c. 1565)        | 圣巴斯弟盎谴责戴克里先(1558) |
|                              |                              |                              |                              |                              |
| 以斯帖加冕                   | 圣母加冕                     | 圣母献耶稣于圣殿 (1560)      | 伯赛大池的神迹               | 风琴装饰                     |
|                              |                              |                              |                              |                              |
| 圣玛窦                       | 圣马尔谷                     | 圣路加                       | 圣若望                       | 天花板                       |